# Хоман, Вальтер
Вальтер Хоман (нем. Walter Homann; 15 января 1906 года, Берлин, Германия — 10 апреля 1945 года, Берлин, Германия) — слесарь, антифашист, член движения Сопротивления во время Второй мировой войны, член организации «Красная капелла».

## Биография
Вальтер Хоман работал слесарем на заводе AEG-Turbinenfabrik в берлинском районе Моабит. В 1928 году вступил в Коммунистическую партию Германии. После 1933 году собирал пожертвования для семей заключенных нацистами в тюрьмы и концлагеря.
28 февраля 1945 года был арестован гестапо. 21 марта 1945 года Апелляционный суд признал его виновным в «пособничестве врагу» и приговорил к высшей мере наказания. 10 апреля 1945 года приговор был приведен в исполнение в тюрьме Плёцензее в Берлине. Вместе с Вальтером Хоманом казнили его коллег по работе Вильгельма Беша, Густава Садрановски, Карла Мюллера, Вильгельма Лейста, Отто Ланга, Рихарда Клотцбюхера.
В честь Вальтера Хомана установлена мемориальная доска в берлинском районе Фридрихсхайн.